# وایت هیلز (آریزونا)
وایت هیلز (به انگلیسی: White Hills) یک منطقهٔ مسکونی در ایالات متحده آمریکا است که در شهرستان موهاوی، آریزونا واقع شده‌است. وایت هیلز ۱۳۴٫۴۸ کیلومتر مربع مساحت و ۲٬۸۸۲ نفر جمعیت دارد و ۸۵۱ متر بالاتر از سطح دریا واقع شده‌است.